# Manuel Ochogavía
Manuel Ochogavía Barahona OSA (ur. 23 lipca 1967 w Las Tablas) – panamski duchowny katolicki, biskup diecezjalny Colón-Kuna Yala od 2014.

## Życiorys
Święcenia kapłańskie otrzymał 4 maja 2002 w zgromadzeniu augustianów. Pracował w placówkach zakonnych na terenie diecezji David i Chitré. W latach 2013-2014 był także kanclerzem kurii w diecezji Chitré.
7 lipca 2014 papież Franciszek mianował go biskupem diecezjalnym Colón-Kuna Yala. 27 września 2014 z rąk arcybiskupa Andrésa Carrascosa Coso przyjął sakrę biskupią.
W 2016 został wybrany sekretarzem generalnym panamskiej Konferencji Episkopatu.